# Iglesia de la Resurrección de Cristo (Foros)

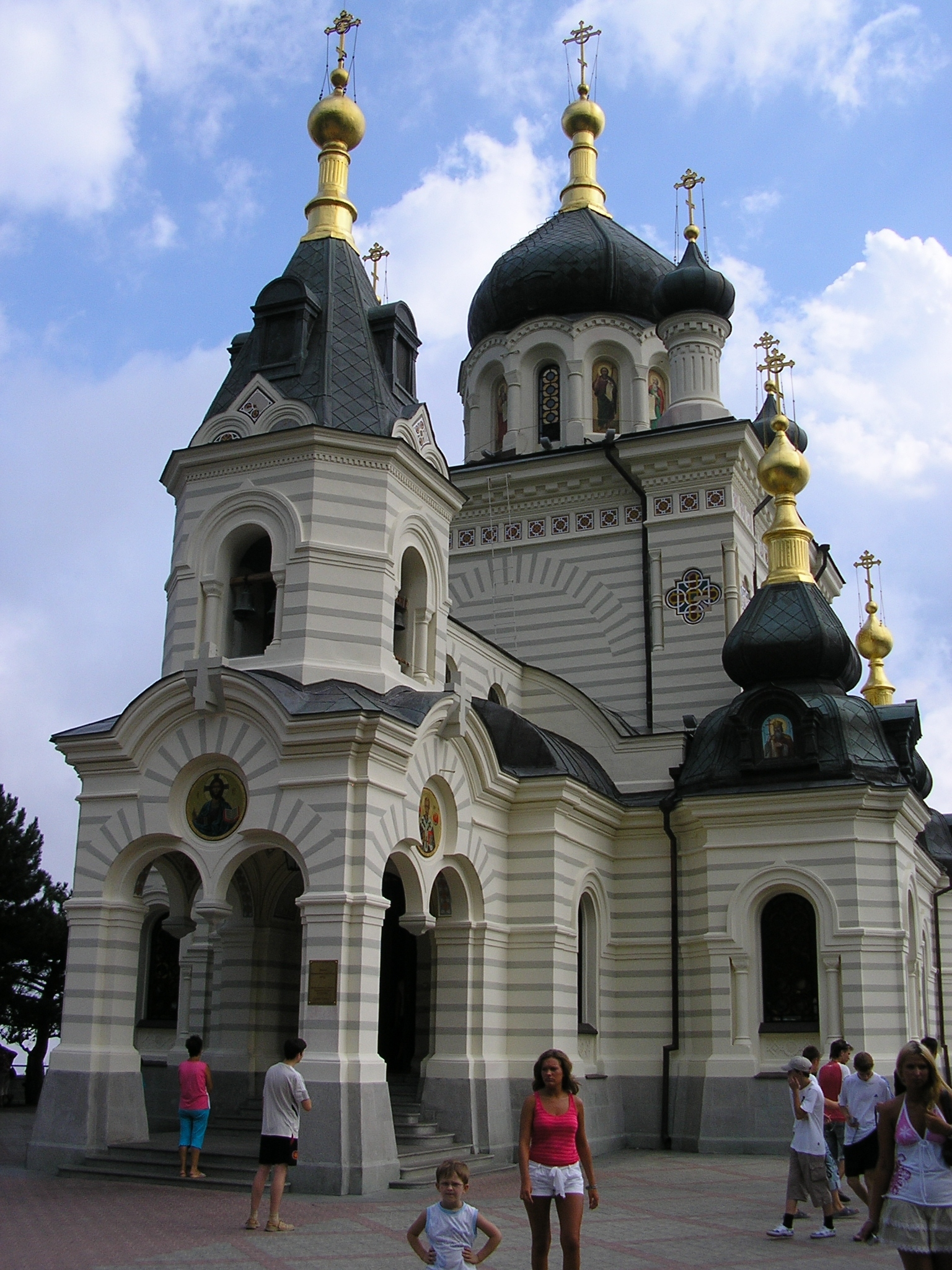
Vista de la fachada

La Iglesia de la Resurrección de Cristo (en ucraniano: Церква Воскресіння Христового; en ruso: Церковь Воскресения Христова) es una iglesia ortodoxa cristiana en las afueras de Yalta en Crimea, conocido principalmente por su bello entorno, con vistas al litoral del mar Negro desde un acantilado de 400 metros cerca del paso Baidar. 
La iglesia con vistas al pueblo de Foros fue encargado por un terrateniente local para conmemorar la supervivencia de Alejandro III en el desastre del tren Borki (1888). El nombre del propietario de la tierra era Alexander Kuznetsov, que era un comerciante de té de Moscú. Nikolai Chagin, un célebre arquitecto de Vilna, diseñó la iglesia en una mezcla extraña de neobarroco, neoruso y neobizantino. 
La iglesia fue consagrada el 4 de octubre de 1892 en el nombre de la Resurrección de Cristo en un acto al que asistieron Konstantin Pobedonostsev. El último zar, Nicolás II de Rusia y su esposa oraron en la iglesia el día del 10.º aniversario del incidente Borki.